# Shōhei Kishida
Shōhei Kishida (japanisch 岸田 翔平 Kishida Shōhei; * 3. April 1990 in der Präfektur Ōita) ist ein japanischer Fußballspieler.

## Karriere
Kishida erlernte das Fußballspielen in der Jugendmannschaft von Ōita Trinita und der Universitätsmannschaft der Fukuoka-Universität. Seinen ersten Vertrag unterschrieb er 2012 bei Sagan Tosu. Der Verein spielte in der höchsten Liga des Landes, der J1 League. Für den Verein absolvierte er vier Erstligaspiele. 2015 wechselte er auf Leihbasis zum Zweitligisten V-Varen Nagasaki. Für den Verein absolvierte er 58 Ligaspiele. 2017 wechselte er zum Ligakonkurrenten Ōita Trinita. Für den Verein absolvierte er 33 Ligaspiele. Ligakonkurrent Mito HollyHock nahm ihn ab Anfang 2020 unter Vertrag. Für den Klub aus Mito absolvierte er 56 Zweitligaspiele. Im Januar 2022 unterschrieb er einen Vertrag beim Viertligisten ReinMeer Aomori FC. Nach 66 Ligaspielen wechselte er im Januar 2025 zum Fünftligisten J-Lease FC. Mit dem Verein aus Ōita spielt er in der Kyushu Soccer League.

## Erfolge
Oita Trinita
- Japanischer Zweitligavizemeister: 2018